# Мельниченки (Красногорський район)
Мельниче́нки (рос. Мельниченки) — присілок в Красногорському районі Удмуртії, Росія.

## Населення
Населення — 33 особи (2010; 43 в 2002).
Національний склад станом на 2002 рік:
- росіяни — 93 %